# Хорвати в Україні

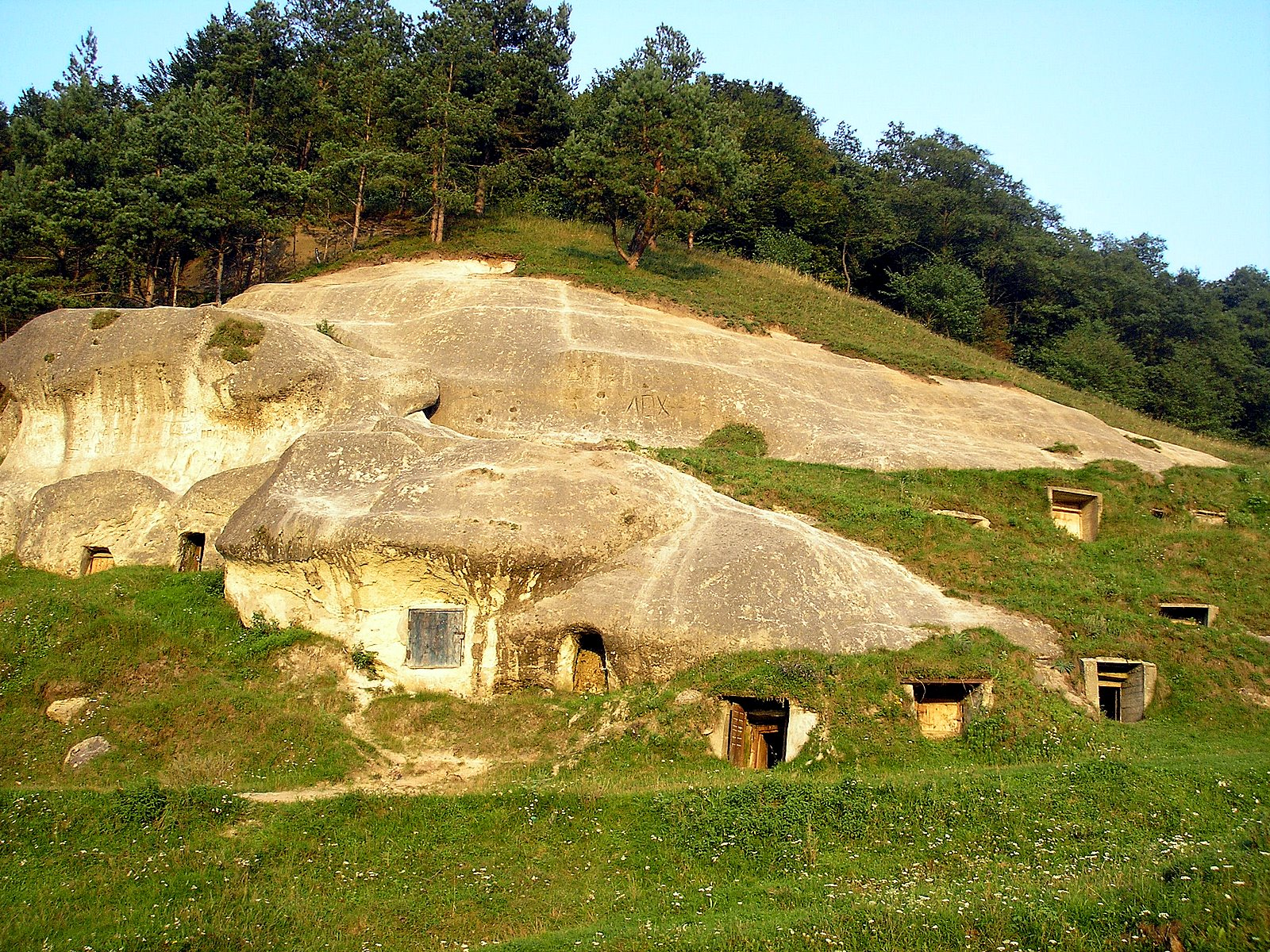
Середньовічна оселя білих хорватів в українському Стільську.

Хорвати в Україні (хорв. Hrvati u Ukrajini) — частина народу України, яка має хорватське походження. Хорватів в Україні налічується кілька тисяч, але частина з них ототожнює себе з етнічними українцями.
За тлумаченням українських істориків, у сьогоднішній Україні існують два різновиди хорватів. Одні — нащадки білих хорватів, які, згідно з фаховими дослідженнями, є корінним народом в Україні. Це та група хорватів, яка не вимандрувала на узбережжя Адріатики після великої угорської навали у ІХ, а потім і монгольської — у ХІІІ сторіччі. Більшість цих хорватів вважають себе українцями і сприймають ці два етноніми як назву одного й того самого народу. Одним із них є відомий український письменник, частий гість у Хорватії Дмитро Павличко. Друга група хорватів в Україні менша: це ті, хто переселився у зв'язку зі вторгненням турків на Балкани. Ці хорвати походять із південних хорватських земель, здебільшого з Далмації та сусідньої Герцеговини.

## Культурні зв'язки між хорватами та українцями
Сліди хорватів знаходять по всій території України, а особливо в її західній частині. З цих і подібних причин Україна містить велику кількість інформації, яка є незамінною у з'ясуванні етногенезу хорватів. У науці дуже важливим є аспект новизни, а цей дослідницький напрям зовсім не вивчений. Особливо часто трапляються істотні відомості з давньослов'янської міфології, які єднають теперішню українську та хорватську території. Оскільки етнологія не зосереджувалася на дослідженні цього дохристиянського періоду, йдеться про нові відкриття. Вони розкривають давні та тривалі зв'язки між Україною, землею степових вершників-воїнів, та родючими полями і просторами, які населяли слов'янські спільноти на східному узбережжі Адріатики. У Хорватії цю тему спеціально досліджує мистецтвознавець і фахівець з історії України Євген Пащенко.
У світлі праць великого мовознавця Романа Якобсона Пащенко зазначав, що воїнська еліта — соціальний хребет архаїчних суспільств — давала такі самі назви топонімам як у сучасній Україні, так і в Хорватії. Топоніми тоді несли ідеологічне навантаження. Люди того часу міфологізували географію у своїх поселеннях, тому споріднені топоніми дохристиянської доби називалися на честь бога грому Перуна, бога землі й води Велеса та інших божеств, далі бачимо топонім «Свята гора» (хорв. Sveto brdo) та інші схожі топоніми, що подибуються і в Україні, і в Хорватії.
Також поширені іраномовні топоніми, що не викликає подиву в українських дослідників, оскільки і «Дніпро» і «Дін» є іранськими гідронімами. Є й інші подібності, наприклад, між Полицьким статутом та «Руською правдою», далі знаходимо схожість у соціальному інституті дідича (у Хорватії так звуться прабатьки шляхетських родів) і спільність самої назви, у воїнських традиціях (де й сама хорватська назва воїна «ratnik» повністю відповідає назві воїна в Київській Русі «ратник»), у витоках глаголиці, про яку деякі дослідники стверджують, що Святий Кирило створив її за вже наявною моделлю із сарматських символів, у грошових одиницях «куна» (пор. з хорватською куною; це також одна з історичних назв куниці) та «гривня» (див. гривня (міра ваги)), що виводяться зі способів оплати, про що є свідчення як в українських, так і в хорватських писемних джерелах. Особливий інтерес для істориків являють середньовічне поселення білих хорватів поблизу Львова (Стільське городище) та вимова ятя як /і/ (ікавська говірка в хорватській) як специфічна особливість, притаманна з усіх слов'ян тільки українцям і хорватам.

## Чисельність
Згідно з переписом УРСР 1989 року чисельність хорватів становила 156 осіб, з них 61 особа вказала своєю рідною мовою хорватську, 65 осіб — російську, 20 осіб — українську, 10 осіб — інші. За переписом населення України 2001 року в Україні проживало 126 хорватів.
Динаміка зміни чисельності хорватів в Україні за даними переписів УРСР та України:
| 1970 | 1979 | 1989 | 2001 |
| ---- | ---- | ---- | ---- |
| 102  | 99   | 156  | 126  |